# Neritos improvisa
Neritos improvisa är en fjärilsart som beskrevs av Paul Dognin 1923. Neritos improvisa ingår i släktet Neritos och familjen björnspinnare. Inga underarter finns listade i Catalogue of Life.